# Susan Hall
Pour les articles homonymes, voir Hall.
Susan Mary Hall, née Cole en 1955 à Harrow dans le Middlesex, est une femme politique britannique, candidate conservatrice à la mairie de Londres aux élections municipales de 2024. 
Membre de l'assemblée de Londres depuis le 20 juin 2017, elle sert aussi en tant que cheffe des conservateurs londoniens à l'assemblée de décembre 2019 à mai 2023.

## Biographie
Fille aînée de Benjamin Cole (1912–1972), d'ascendance irlandaise d'une branche cadette éloignée des comtes de Enniskillen, et sa femme Mary née Palmer (1926–1999), son père est propriétaire des ateliers de réparation automobile au nord-ouest de Londres. Elle se marie en 1977 avec le coiffeur Peter Hall, dont elle a deux enfants.

## Carrière
Conseillère du Quartier Hatch End au conseil d'arrondissement de Harrow à Londres depuis 2006, elle est nommée en 2007 au cabinet du conseil de Harrow responsable de l'environnement et de la sécurité communautaire, puis cheffe adjointe de groupe conservateur au conseil en 2008. Elle est ensuite élue en 2010 conseillère principale de groupe conservateur ainsi que cheffe de l'opposition au conseil de Harrow. Élue leadeuse en 2013 du conseil minoritaire de Harrow, l'année suivante elle revient en tant que cheffe de l'opposition.
Susan Hall accède au 4e siège supplémentaire à l'assemblée de Londres en juin 2017, à la suite de la démission de Kemi Badenoch, nouvelle députée pour la circonscription de Saffron Walden dans l'Essex.
Élue en 2018 cheffe adjointe des conservateurs à l'assemblée, sa compétence au gouvernement local est bientôt reconnue ; elle est promue cheffe de groupe conservateur à l'assemblée de Londres, après que Gareth Bacon entre à la Chambre des communes en tant que député pour Orpington lors des élections générales de 2019.
Réélue en 2021, Susan Hall annonce le 2 mai 2023 sa démission de cheffe de groupe conservateur à l'assemblée de Londres, pour être sélectionnée le 19 juillet 2023 en tant que candidate conservatrice aux élections du maire de Londres en 2024, lors desquelles elle est battue par le maire sortant travailliste Sadiq Khan.